# Fidaxomicină
Fidaxomicina este un antibiotic macrociclic cu spectru îngust, fiind utilizat în tratamentul unor infecții bacteriene produse de  Clostridioides difficile (CDI) cunoscute și ca afecțiune diareică asociată cu C. difficile (CDAD). Calea de administrare disponibilă este cea orală.